# 요시노촌 (야마가타현)
요시노촌(吉野村)은 야마가타현 히가시오키타마군에 있던 촌이다. 현재의 난요시의 북쪽 끝, 요시노강 상류에 해당한다.

## 역사
- 1889년 4월 1일 - 정촌제 시행에 의해 4촌의 구역을 가지고 성립하였다.
- 1955년 2월 1일 -  미야우치정, 우루시야마촌,가네야마촌과 합병해 미야우치정이 성립, 동일 요시노촌은 폐지되었다.

## 교통

### 도로
- 오타키 가도  국도 제348호선, 야마가타현 도로 5호 야마가타 난요선)

## 참고문헌
- 角川日本地名大辞典 6 山形県